# Le Boulou
Le Boulou település Franciaországban, Pyrénées-Orientales megyében. Lakosainak száma 5396 fő (2022. január 1.). Le Boulou Tresserre, Montesquieu-des-Albères, Saint-Jean-Pla-de-Corts, Maureillas-las-Illas és Passa községekkel határos.

## Népesség
A település népességének változása:
| Lakosok száma | 5547 | 5554 | 5707 | 5514 | 5396 | 5278 | 5313 | 5321 | 5396 |
|               | 2013 | 2015 | 2016 | 2017 | 2018 | 2019 | 2020 | 2021 | 2022 |